# 30 d'agost
El 30 d'agost és el dos-cents quaranta-dosè dia de l'any del calendari gregorià i el dos-cents quaranta-tresè en els anys de traspàs. Queden 123 dies per finalitzar l'any.

## Esdeveniments
Països Catalans
- 2005 - Vilafranca del Penedès: Els Castellers de Vilafranca carreguen per primera vegada a la història el 2 de 9 amb folre durant la Diada de Sant Fèlix.
- 2008 - Vilafranca del Penedès: La Colla Joves dels Xiquets de Valls descarrega per primer cop en la seva història el 5 de 9 amb folre durant la Diada de Sant Fèlix.
- 2008 - Vilafranca del Penedès: La Colla Vella dels Xiquets de Valls intenta per primer cop en la història el 3 de 9 amb folre i l'agulla durant la Diada de Sant Fèlix.
- 2014 - Vilafranca del Penedès: Onze castells de gamma extra aixecats i per primera vegada en la història quatre colles aconsegueixen el P8fm en una mateixa diada castellera, tres carregats i un descarregat durant la Diada de Sant Fèlix.[1][2][3]

Resta del món
- 1282 - El rei Pere el Gran desembarca amb el seu exercit d'almogàvers a la població siciliana de Trapani, en una expedició finançada per la col·laboració de l'Imperi Romà d'Orient i les comunitats jueves i musulmanes de la Corona d'Aragó.[4] El rei aragonès es dirigeix a Palerm per ser coronat Rei de Sicília.
- 1574 - El Guru Ram Das esdevé el Quart Guru/Senyor Sikh.
- 1704 - Narva - Frederic August I de Saxònia, encapçalant una facció de la Confederació de Polònia i Lituània signa el tractat d'aliança amb Rússia i l'electorat de Saxònia durant la Gran Guerra del Nord per anar contra Suècia en el Tractat de Narva.
- 1813 - Massacre de Fort Mims (Alabama): els Bastons Vermells creek assalten la fortificació i assassinen 587 ocupants.
- 1969 - Copenhaguen: comença l'International Meeting of Cataloguing Experts, convocat per l'IFLA, on es posen els fonaments del programa ISBD.
- 1990 - Tatarstan declara la seva independència de la Unió Soviètica.
- 2003 - Els 146 països de l'OMC donen el seu acord a la importació de medicaments genèrics per als països pobres sense indústria farmacèutica.

## Naixements
Països Catalans
- 1616 - Puigcerdà: Francesc Martí i Viladamor, jurisconsult fou fiscal de la Batllia General de Catalunya i un dels enviats al Congrés de Münster el 1646 per negociar la pau amb el Regne de França (m. 1687).
- 1878 - Olot, la Garrotxa: Guerau de Liost, pseudònim de Jaume Bofill i Mates, poeta català. (m. 1933)

- 1910 - Lleida: Màrius Torres, poeta català (m. 1942).
- 1936 - Barcelona: Esther Tusquets Guillén, escriptora i editora catalana en castellà. (m. 2012).[5]
- 1945 - Barcelona: Eulàlia Vintró Castells, política i filòloga catalana; ha estat regidora, tinenta d'alcalde i diputada.[6]
- 1948 - Girona: Josep Pau Garcia Castany, futbolista català (m. 2022).
- 1972 - Barcelona: Cristina Puig i Vilardell, periodista catalana.[7]
- 1993 - Torrent, Horta Oest: Francisco Alcácer García, futbolista valencià que juga de davanter, més conegut com a Paco Alcácer.

Resta del món
- 1334 - Burgos, Castella i Lleó: Pere I de Castella, rei de Castella i Lleó (1350-1369) (m. 1369).
- 1748 - París: Jacques-Louis David, pintor francès (m. 1825).
- 1797 - Londres: Mary Wollstonecraft Shelley, escriptora anglesa (m. 1851).[8]
- 1821 - Laguna, Santa Catarina, Brasil: Anita Garibaldi, cèlebre lluitadora i dona de Giuseppe Garibaldi (m. 1849).[9]
- 1827 - Berlín: Gisela von Arnim, escriptora alemanya (m. 1889).[10]
- 1852 - Rotterdam, Països Baixos: Jacobus Henricus van't Hoff, Premi Nobel de Química 1901 (m. 1911).[11]
- 1871 - Brightwater, Nova Zelanda: Ernest Rutherford, físic i químic britànic, Premi Nobel de Química de l'any 1908 (m. 1937).[12]

- 1883 - Utrecht, Països Baixos: Theo van Doesburg, pintor, arquitecte i teòric de l'art neerlandès. (m. 1931)[13]
- 1884 - Valvo, Suècia: Theodor Svedberg, químic suec, Premi Nobel de Química de 1926 (m. 1971).[14]
- 1886 - Gant, Bèlgica: George Minne, escultor i dibuixant (m. 1941).
- 1893 - Winnfield, Louisiana (EUA): Huey Long, Jr.,conegut pel malnom del Rei Peix (Kingfish en anglès), fou un polític americà representant de l'estat de Louisiana (m. 1935).[15]
- 1898 - Nova York, Estats Units: Shirley Booth, actriu estatunidenca.
- 1907 - Comtat de Chautauqua, Estats Units: Bertha Parker Pallan, arqueòloga.[16]
- 1908 - Buenos Aires: Leonor Fini, pintora i artista surrealista argentina, il·lustradora i dissenyadora (m. 1996).[17]
- 1912 - Taylorville, Illinois (EUA): Edward Mills Purcell, físic estatunidenc, Premi Nobel de Física de 1952 (m. 1997).[18]
- 1913 - Londres, Anglaterra: Richard Stone, economista, Premi Nobel d'Economia de 1984 (m. 1991).[19]
- 1930 - Omaha, Nebraska, Estats Units: Warren Buffett, empresari multimilionari estatunidenc.[20]
- 1931 - Santa Cruz de Tenerife, Canàries:[21] Agustín Sánchez Quesada, futbolista espanyol que exercia en posició de davanter.
- 1935 - 
  - Bucarest: Alexandra Bellow, matemàtica romanesa, especialista en teoria ergòdica, probabilitat i anàlisi.[22]
  - Gibbstown, Nova Jersey, USA: Sylvia Earle, biòloga marina, exploradora i autora estatunidenca.[23]
- 1939 - París: Carmen Rico Godoy, escriptora, periodista i activa feminista espanyola (m. 2001).[24]
- 1944 - Madrid: Carmen Sarmiento, periodista espanyola, primera corresponsal de guerra de la televisió espanyola.[25]
- 1946 - Copenhaguen, Dinamarca: Anna Maria de Dinamarca, Princesa de Dinamarca i Reina consort de Grècia.
- 1950 - Pingshan, Hebei (Xina): Li Zhanshu (en xinès 栗战书),polític xinès membre del Comitè Permanent del Politburó del Partit Comunista de la Xina (2017-) i President del Comitè Permanent de l'Assemblea Nacional Popular de la Xina (2018-).[26]
- 1951 - Irlanda : Dana Rosemary Scallon, cantant irlandesa (com Dana) i política.
- 1958 - Nova York: Anna Politkóvskaia, periodista russa opositora a Vladímir Putin; morí assassinada (m. 2006).[27]
- 1963 - Londres, Anglaterra: Paul Oakenfold, productor de música electrònica i un DJ.
- 1971 - Honolulu, Hawaii (EUA): Megan McArthur, astronauta estatunidenca.[cal citació]
- 1972 - San Diego, Califòrnia, Estats Units: Cameron Diaz, actriu de cinema estatunidenca i exmodel.
- 1974 - 
  - Fjällbacka, Suècia: Camilla Läckberg, popular novel·lista de misteri sueca.[28]
  - Barakaldo, Euskadi: Javier Otxoa i Ricardo Otxoa ciclistes professionals.
- 1982 - Omaha, Nebraska, Estats Units: Andy Roddick, ex-tennista professional estatunidenc,

## Necrològiques
Països Catalans
- 2005 - Sant Tropetz, França: Antoni Clavé i Sanmartí, artista català (n. 1913).
- 2012 - Benalmádena, Espanya: Carlos Larrañaga, actor barceloní.
- 2014 - Barcelona: Manuel Pertegaz Ibáñez, dissenyador de moda català d'origen aragonès.
- 2022 - Girona: Francesc Granell i Trias, economista i advocat català (n. 1944).

Resta del món
- 1463 - Viseu, Portugal: João Vicente, bisbe de Lamego i Viseu, i fundador dels Canonges Seculars de Sant Joan Evangelista.
- 1612 - Macau (Xina): Francesco Pasio, jesuïta italià, missioner a la Xina i al Japó (n. 1554).[29]
- 1624 - Edimburg: Esther Inglis, miniaturista i cal·lígrafa francoescocesa (n. 1570).[30]
- 1857 - Haarlem, Països Baixos: Woutherus Mol, pintor i dibuixant holandès (n. 1785).
- 1890 - Gloucestershire: Marianne North, prolífica biòloga victoriana i artista botànica (n. 1830).[31]
- 1928 - Múnic, Alemanya: Wilhelm Wien, físic alemany, Premi Nobel de Física de l'any 1911 (n. 1864).[32]
- 1940 - Cambridge, Anglaterra: Joseph John Thomson, físic anglès, Premi Nobel de Física 1906, descobridor de l'electró (n. 1856).[33]
- 1948 - Nova York: Alice Salomon, reformadora social alemanya i pionera del treball social com a disciplina acadèmica (n. 1872).[34]
- 1949 - Tirana: Sevasti Qiriazi, mestra i activista albanesa, pionera de l'educació femenina.[35]
- 1961 - Nova York, Estats Units: Charles Coburn, actor estatunidenc.
- 2003 - Los Angeles, Califòrnia, Estats Units: Charles Bronson, actor de cinema estatunidenc.
- 2006
  - Beverly Hills, Califòrnia, Estats Units: Glenn Ford, actor canadenco-estatunidenc.
  - El Caire, Egipte: Naguib Mahfuz, escriptor egipci guardonat el 1988 amb el Premi Nobel de Literatura (n. 1911).[36]
- 2013 - Dublín (Irlanda): Seamus Heaney, poeta i escriptor irlandès, Premi Nobel de Literatura de l'any 1995 (n. 1939).[37]
- 2014 - La Victòria, Lima: Victoria Santa Cruz, compositora, coreògrafa i dissenyadora peruana (n. 1922).[38]
- 2015 - Nova York, Estats Units: Oliver Sacks, neuròleg anglès (n. 1933).[39]
- 2016 - Praga: Věra Čáslavská, gimnasta artística txeca, guanyadora d'onze medalles olímpiques (n. 1942).[40]
- 2017 - Oxford: Marjorie Boulton, escriptora i poetessa britànica en anglès i en esperanto (n. 1924).[41]
- 2023 - Puebla de Zaragoza, Mèxic: Montserrat Galí i Boadella, historiadora de l'art mexicana d'origen català (n. 1947).[42]

## Festes i commemoracions
- Santoral: sants Fèlix i Adaucte, màrtirs a Roma; Fèlix de Roma (patró de Vilafranca), cos sant; Gaudenci de Comenge, màrtir; Pelagi, Arseni i Silvà d'Arlanza, màrtirs (ca. 950); Margarida Ward, màrtir; Alexandre Nevski (només a l'Església Ortodoxa); beat Tomàs de Kempis, confessor; beata Maria Ràfols, fundadora de les Germanes de la Caritat de Santa Anna; Alfred Ildefons Schuster, bisbe de Milà; servent de Déu Pere Borguny i Castelló, laic màrtir.
- Diada de Sant Fèlix, festa major de Vilafranca del Penedès i diada castellera
- Dia per al record dels desapareguts